# ال روبل (کالیفرنیا)
ال روبل (به انگلیسی: El Roble) یک منطقهٔ مسکونی در ایالات متحده آمریکا است که در شهرستان مندوسینو، کالیفرنیا واقع شده‌است. ال روبل ۱۷۲ متر بالاتر از سطح دریا واقع شده‌است.